# Chordodes shipleyi
Chordodes shipleyi är en tagelmaskart som beskrevs av Lorenzo Camerano 1899. Chordodes shipleyi ingår i släktet Chordodes och familjen Chordodidae. Inga underarter finns listade i Catalogue of Life.